# Phera centrolineata
Phera centrolineata är en insektsart som först beskrevs av Victor Antoine Signoret 1855.  Phera centrolineata ingår i släktet Phera och familjen dvärgstritar. Inga underarter finns listade i Catalogue of Life.